# Chiesa di San Rocco (Scanno)
La chiesa di San Rocco, detta della Madonna del Carmine, conosciuta anche come chiesa del Carmelo, si trova a Scanno, in provincia dell'Aquila.

## Storia
Tale chiesa viene chiamata anche della Madonna del Carmine, perché sede di una confraternita con tale nome dal 23 agosto 1784 quando il re Ferdinando IV di Napoli approvò la fondazione della confraternita, che esisteva già dal 1600.
La chiesa con tali nomi è risultante della demolizione di due chiese (di San Rocco e del Santissimo Sacramento avvenuta probabilmente verso la fine del XVII secolo e della costruzione della chiesa attuale, anche se rimaneggiata più volte.
Negli anni 1661, 1662 e 1676 risulta nominata in vari documenti.
Dell'opera originaria non si conosce la data di costruzione, tuttavia molte notizie degli inizi del XVI secolo narrano della chiesa era ricca di cappelle e fanno supporre la costruzione della chiesa già da qualche secolo addietro. La chiesa di San Rocco, più grande di quella del Santissimo Sacramento, godeva del privilegio di battistero.
In un registro ecclesiastico del 1688 risulta una cappella di San Rocco.
Nel 1909, per realizzare la strada per Villetta Barrea, venne modificato il campanile.

## Struttura
Nella facciata su strada del campanile c'è un'edicoletta con la statua in pietra di san Leonardo.
Nella facciata del palazzo attaccato alla destra della chiesa vi è un affresco di san Cristoforo.
L'impianto longitudinale sormontato da una volta a crociera che sostengono una cantoria.
La facciata è suddivisa in tre livelli da due cornici e coronamento con mensole di tegole a romanelle ed è serrata da paraste angolari, inoltre, anticamente doveva constare di portico che, verosimilmente, doveva fronteggiare la chiesa inferiore del Santissimo Sacramento, i cui fornici sono chiusi da blocchi lapidei squadrati, mentre le zone superiori sono intonacate.

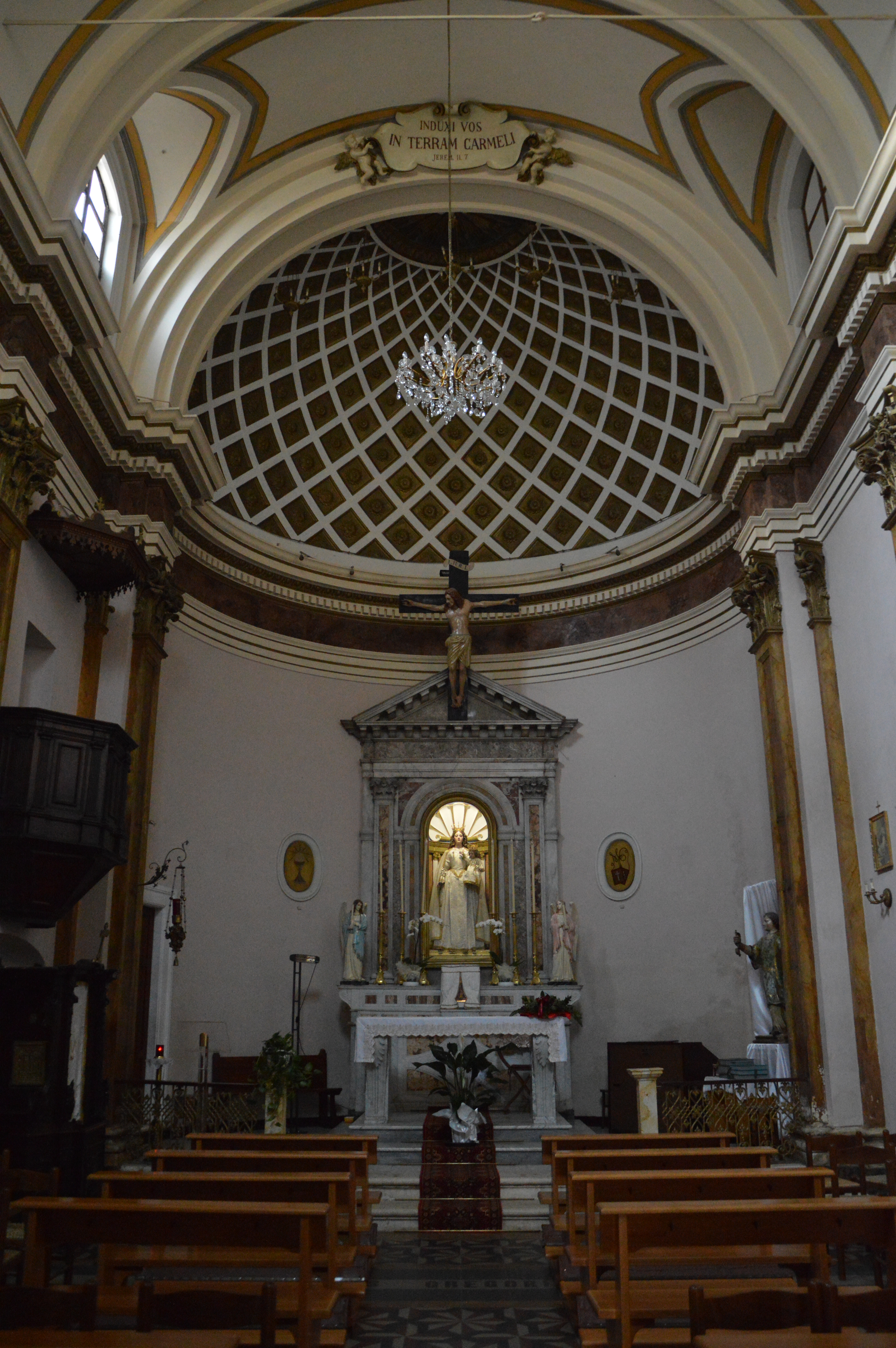
L'interno

Il portale è in stile cinquecentesco sormontato da un timpano spezzato al cui interno vi è una nicchia sormontata da un altro timpano spezzato. All'interno della nicchia vi è un ovale con l'affresco della Vergine Maria.
L'interno è ad unica navata alle cui pareti vi sono delle paraste che sorreggono una cornice che sorregge una volta a botte lunettata ed affrescata.
La zona dell'altare è più elevata rispetto al resto della chiesa. Questa zona termina con un'abside semicircolare con una volta a semicupola decorata a cassettoni realizzati in stucco. Nella zona antistante a sinistra dell'altare vi è un pulpito ligneo in cui una tradizione locale vuole che vi abbia predicato addirittura San Bernardino da Siena. Sotto il pulpito vi è un confessionale.
Nell'interno vi sono la statua lignea, a mezzo busto, della Madonna del Carmine con il Bambino, opera di artista seicentesco napoletano completa di ricche vesti e corone, che la Principessa di Scanno Francesca di Tocco donò alla Confraternita e le statue di San Rocco (sito nell'altare di destra) e, della Madonna Addolorata e del Cristo Morto (site nell'altare di sinistra) di cui queste ultime sono opera di un artista di Lecce delle Puglie, donate da Nunzio Rossicone, Priore dal 1899 al 1902; e la presenza nella chiesa di un organo sito sulla cantoria, ottimo strumento datato e firmato: PASQUALE MOSCATO FECIT 1763.

## Galleria d'immagini

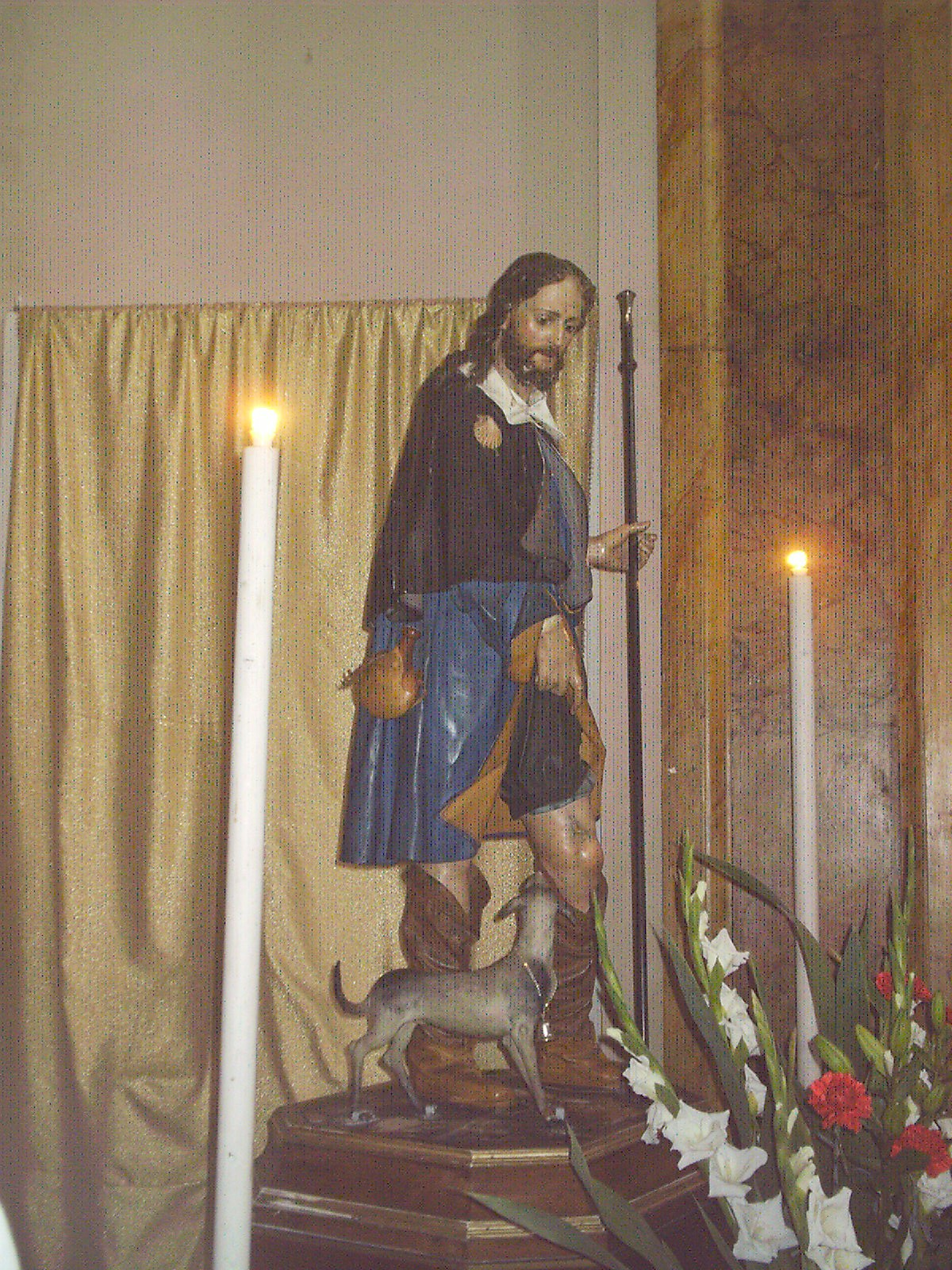
Statua di San Rocco
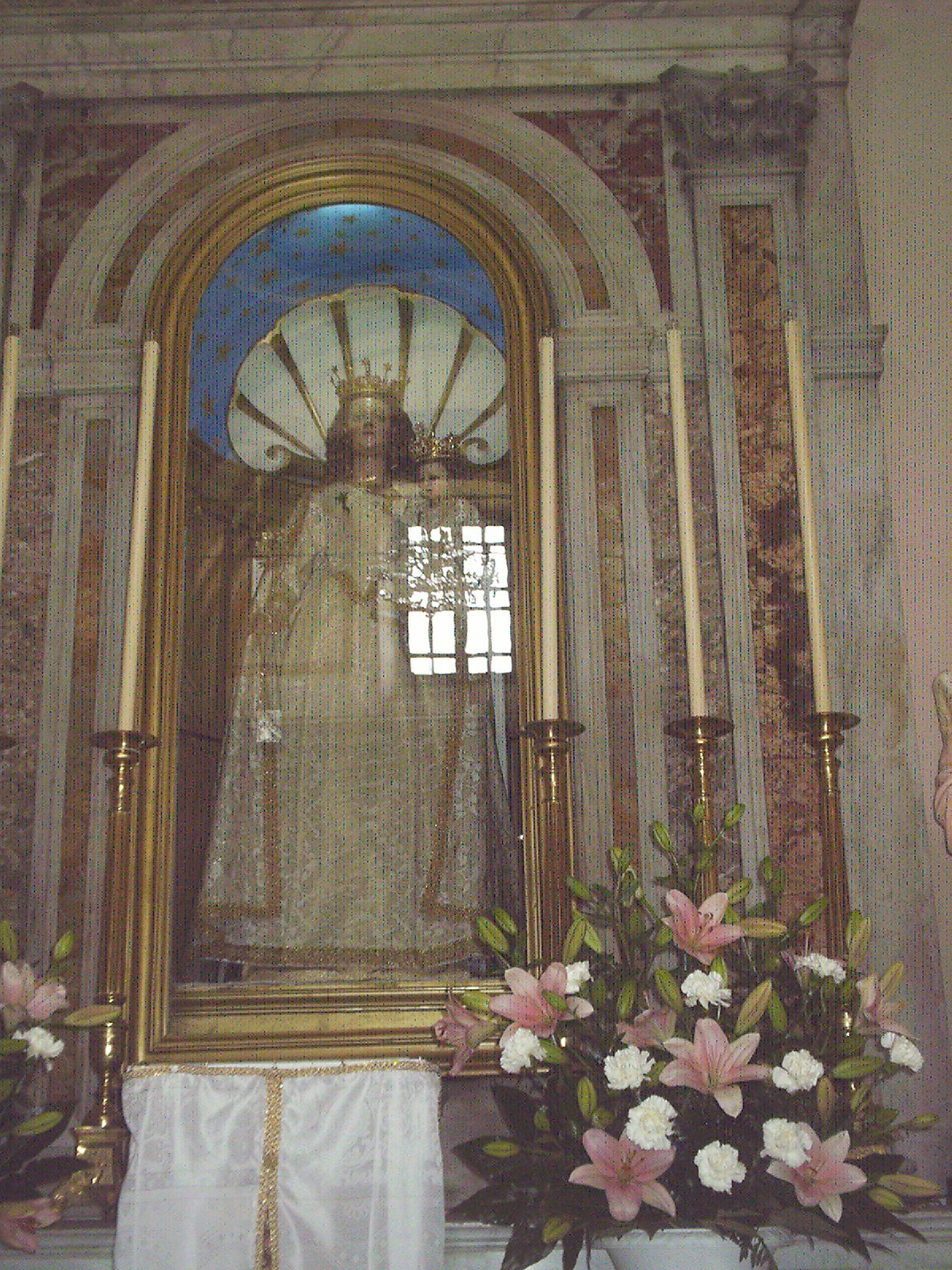
La statua della Madonna del Carmelo
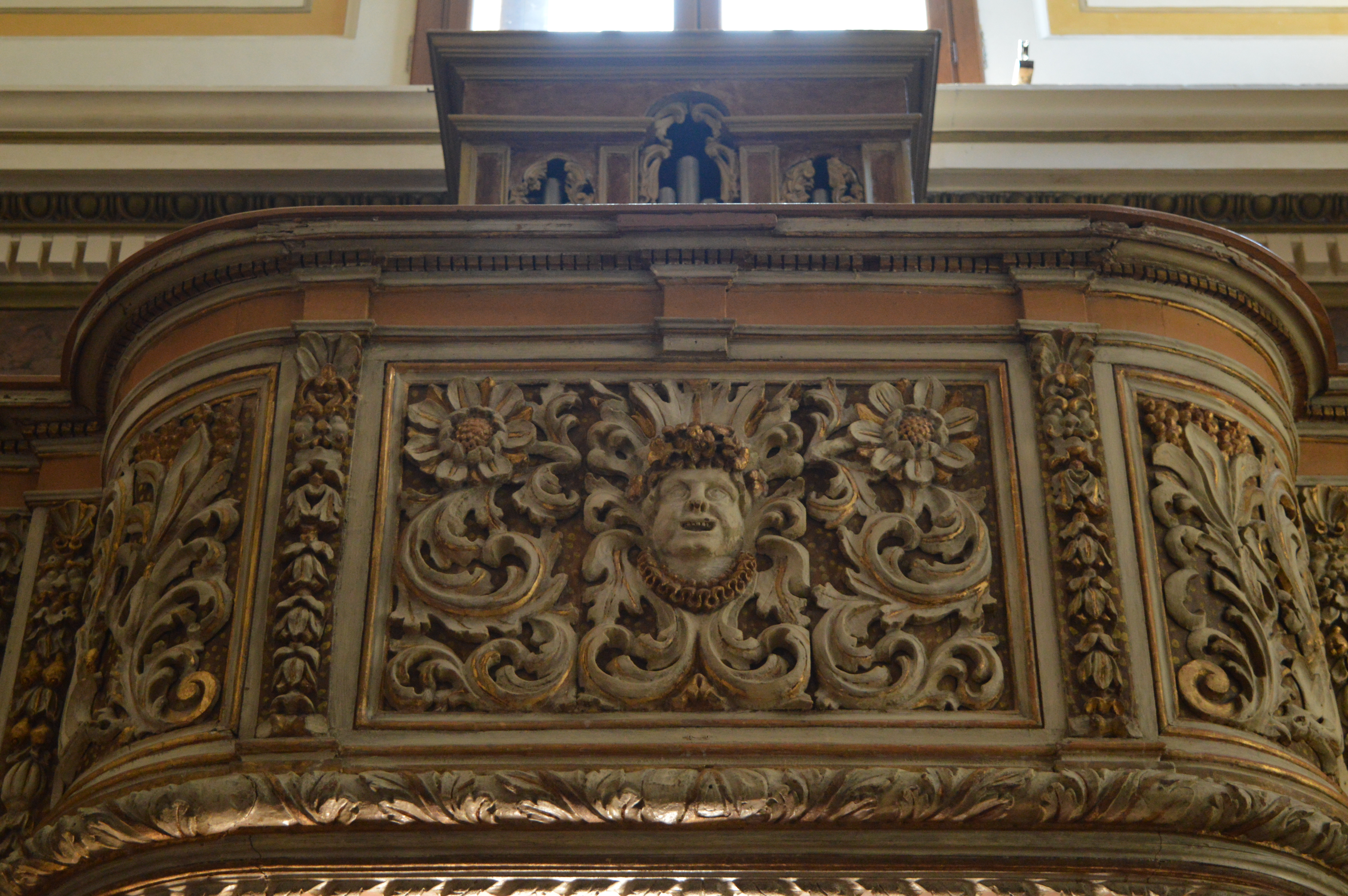
Cantoria
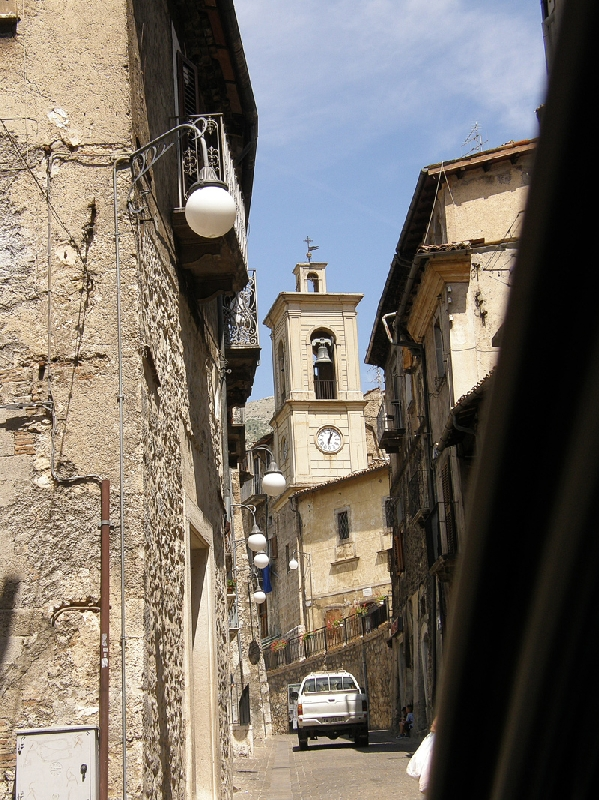
La torre campanaria